# Fenerbahçe Spor Kulübü (fútbol femenino)
El Fenerbahçe Spor Kulübü, conocido por motivos de patrocinio como Fenerbahçe Petrol Ofisi es un equipo de fútbol femenino, en Estambul, Turquía. pertenece a la sociedad deportiva Fenerbahçe Spor Kulübü. Fue fundado el 4 de abril de 1995 y refundado el 26 de agosto de 2021, actualmente juega en la Superliga Femenina de Turquía; su nombre proviene del barrio de Fenerbahçe que en turco significa Jardín del faro.

## Historia
En 14 de abril de 1995 bajo el liderazgo de Mehmet Ali Aydınlar miembro de la junta directiva del Fenerbahçe se crea un equipo femenino para competir en la recién creada liga femenina turca, en su primera temporada el equipo conseguiría luego de 12 partidos, 8 victorias, 2 empates y solo 2 derrotas. Para la temporada siguiente el equipo se reforzo mejor y obtuvo 5 victorias en sus 6 juegos, obtuvo 42 goles a favor y solo 6 en contra, se destaca la victoria por 20-0 ante Ankara Dedeoğlu, sin embargo, esta temporada sería la última del equipo ya que debido a razones económicas el Fenerbahçe decidió no continuar más con su equipo femenino

### Refundación
El 26 de agosto de 2021 se anunció el restablecimiento de la rama de fútbol femenino del Fenerbahçe, con el comunicado:
"Como Fenerbahçe Sports Club, hemos asumido como uno de nuestros deberes añadir valor a la sociedad a la que pertenecemos. Ahora, como Fenerbahçe, estamos dando otro paso importante con esta conciencia y enfoque; Anunciamos que participaremos en el fútbol femenino. Como Fenerbahçe Sports Club, que unió fuerzas con HeForShe para garantizar la igualdad entre hombres y mujeres y aumentar la participación de mujeres y niñas en todos los ámbitos de la sociedad, creemos que nuestro equipo de fútbol femenino enorgullecerá a nuestro club con campeonatos y será un buen ejemplo para las generaciones futuras."

—Fenerbahçe,  

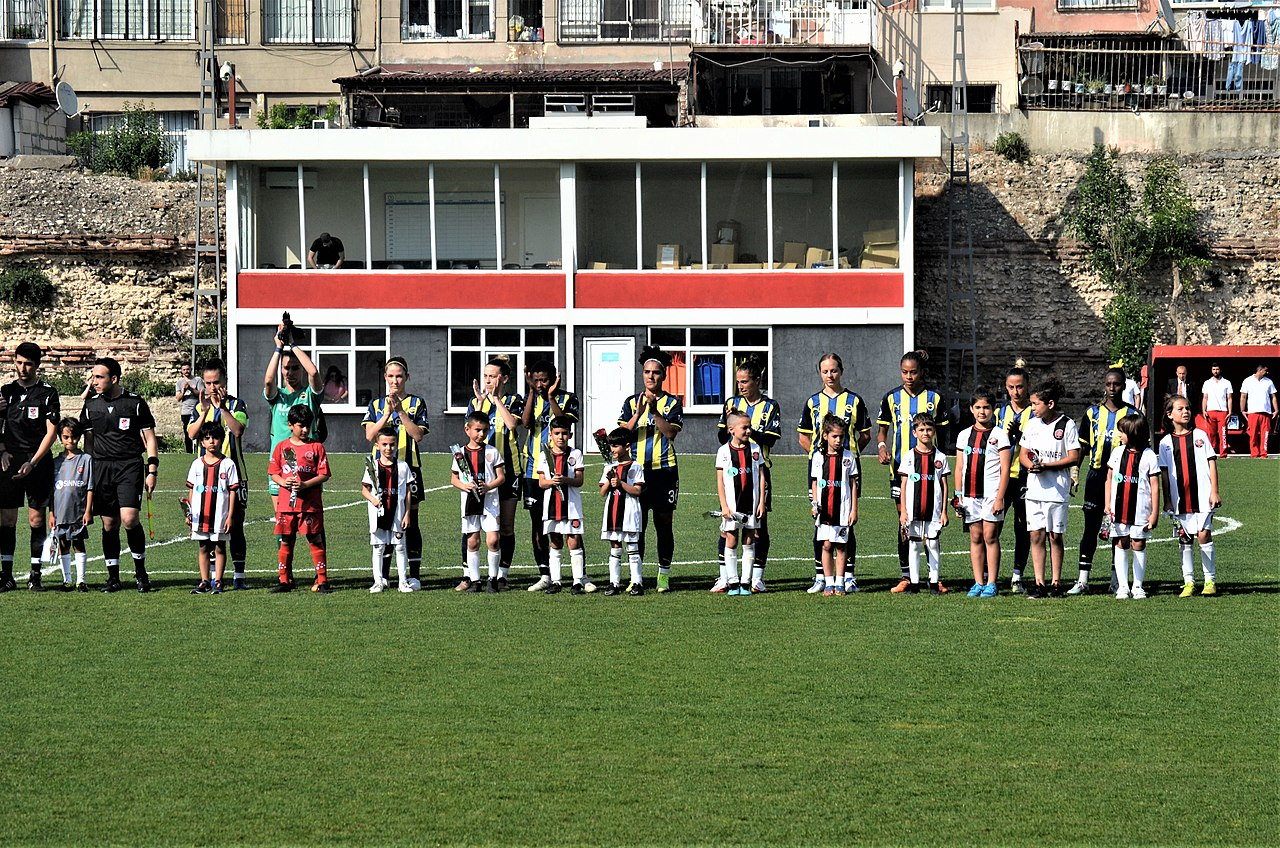
Fenerbahce S.K en un partido en 2022

El 2 de diciembre de ese año Fenerbahçe y Galatasaray anunciaron que se disputaría el primer derbi intercontinental femenino, para concientizar sobre la violencia contra las mujeres, el resultado final fue victoria de las "canarias" por 7-0
Tras el restablecimiento, el Fenerbahçe participó en el Grupo A de la Superliga Femenina 2021-22 en su primera temporada. El equipo completó su grupo como líder y participó en los play-offs con los 4 primeros equipos del grupo y eliminó al Hakkarigücü SK en los cuartos de final del play-off. En las semifinales, el equipo fue eliminado por Fatih Karagümrük.
Como resultado del acuerdo de patrocinio de nombre hecho con Petrol Ofisi antes de la temporada 2022-23, el nombre del equipo se cambió a Fenerbahçe Petrol Ofisi Women's Football Team.

## Plantilla
*Actualizado a 29/04/2025